# Myrmecodia beccarii
Myrmecodia beccarii Hook.f. è una pianta mirmecofila epifita della famiglia delle Rubiacee, nativa dell'Australia.
L'epiteto specifico è un omaggio al botanico italiano Odoardo Beccari (1843-1920).

## Descrizione
È una specie epifita caratterizzata da una tuberosità basale grigio-brunastra, irregolarmente cilindrica, di circa 30 cm di lunghezza, ricoperta da corte spine, al cui interno si sviluppa un sistema di cavità che comunicano con l'esterno attraverso minuscoli fori.
Da ogni tubero si sviluppano uno o più fusti lunghi sino a 15 cm, da cui si dipartono le foglie, ellittico-lanceolate, succulente, lunghe 1–9 cm, sorrette da un corto picciolo.

I fiori, poco appariscenti, lunghi circa 1 cm, sono bianchi, con antere blu. 
Il frutto è anch'esso bianco, lungo poco più di 1 cm.

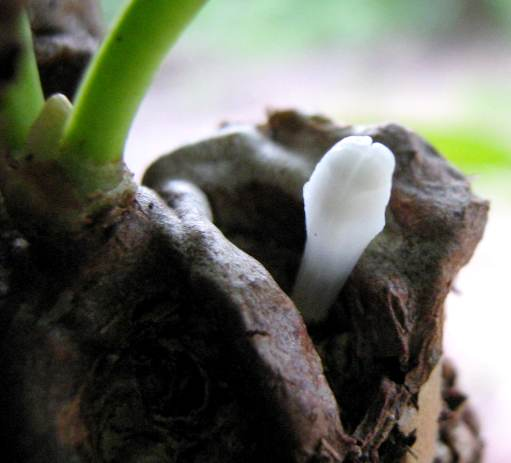
Fiore
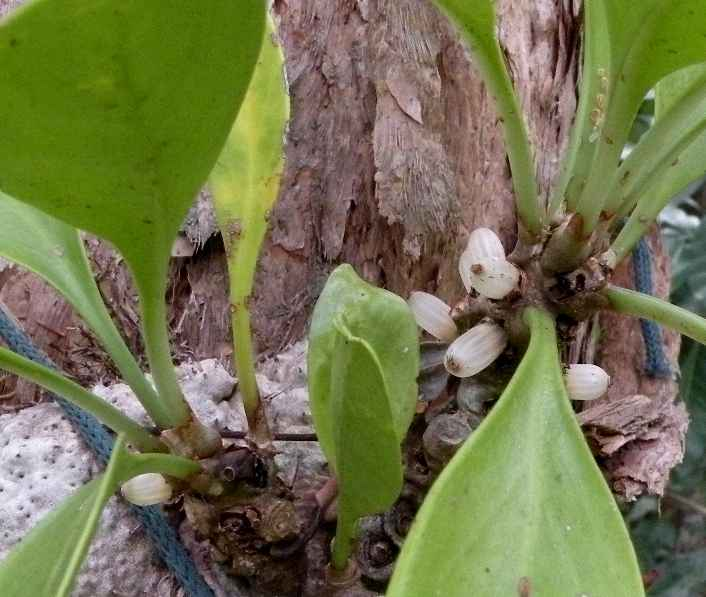
Frutti

## Ecologia
M. beccarii ospita all'interno della sua base tuberosa colonie della formica Iridomyrmex cordatus (Dolichoderinae) con le quali ha un rapporto di simbiosi mutualistica: le formiche difendono la pianta dagli insetti fitofagi, e forniscono alla pianta sostanze minerali nutritive, contenute nelle loro escrezioni. A tale relazione simbiotica partecipano in qualche maniera anche le larve della farfalla Hypochrysops apollo apollo (Lycaenidae), le cui uova vengono ospitate dalle formiche all'interno della pianta, dove si sviluppano, sino allo stadio di immagine, nutrendosi delle scorte di cibo del formicaio ma anche dei tessuti della pianta. La esatta natura di questa interazione non è stata ancora chiarita: potrebbe trattarsi di semplice parassitismo o ancora una volta di mutualismo.
I semi sono dispersi dall'uccello del vischio (Dicaeum hirundinaceum).

## Distribuzione e habitat
La specie è diffusa nelle aree costiere del Queensland (Australia), tra Cooktown e Ingham.
Cresce in foreste dominate da Melaleuca viridiflora e nelle mangrovie.

## Conservazione
La specie non rientra tra quelle valutate dalla Unione Internazionale per la Conservazione della Natura (IUCN).
L'Environment Protection and Biodiversity Conservation Act 1999 (EPBC Act) del governo australiano la classifica come specie vulnerabile.
Parte del suo areale ricade all'interno del parco nazionale Girringun, del parco nazionale Daintree e del parco nazionale Edmund Kennedy (Tropici del Queensland).